# Mirco Scarantino
Mirco Scarantino (San Cataldo, 16 gennaio 1995) è un ex sollevatore italiano.

## Carriera
Scarantino ha disputato i campionati europei svolti ad Adalia nel 2012, classificandosi nono nella categoria dei 56 kg, e tre mesi dopo ha preso parte alle Olimpiadi di Londra 2012 posizionandosi al 14º posto. In seguito ha partecipato pure ai suoi primi campionati mondiali, giungendo settimo a Breslavia 2013. Nel 2014 è stato vicecampione europeo nei 56 kg dietro il rumeno Florin Croitoru, e nell'edizione successiva dei campionati continentali è giunto terzo con 118 kg sollevati nello strappo (secondo posto di specialità) e 141 kg sollevati nello slancio (terzo posto di specialità).
A Førde, nel 2016, Mirco Scarantino ha vinto il suo primo titolo europeo nei 56 kg sollevando complessivamente 264 kg (secondo nello strappo con 120 kg e primo nello slancio con 144 kg). Ha poi partecipato alle Olimpiadi di Rio de Janeiro 2016 ottenendo il settimo posto. 

## Palmarès
- Mondiali

Aşgabat 2018: bronzo nei 55 kg.
- Europei

Tel Aviv 2014: argento nei 56 kg.
Tbilisi 2015: bronzo nei 56 kg.
Førde 2016: oro nei 56 kg.
Spalato 2017: oro nei 56 kg.
Bucarest 2018: argento nei 56 kg.
Batumi 2019: oro nei 55 kg.